# Moita Bonita (ort)
Moita Bonita är en ort i Brasilien.   Den ligger i kommunen Moita Bonita och delstaten Sergipe, i den östra delen av landet, 1 300 km nordost om huvudstaden Brasília. Moita Bonita ligger 228 meter över havet och antalet invånare är 3 602.
Terrängen runt Moita Bonita är platt åt nordväst, men åt sydost är den kuperad. Närmaste större samhälle är Itabaiana, 14,9 km sydväst om Moita Bonita.
Omgivningarna runt Moita Bonita är huvudsakligen savann. Runt Moita Bonita är det ganska tätbefolkat, med 56 invånare per kvadratkilometer.